# 26 프로스페리나
25 프로스페리나는 소행성대의 소행성이다.

## 발견
1853년 5월 5일 R. Luther에 의해 밝혀졌다.